# Extreme Ultraviolet Explorer
Extreme Ultraviolet Explorer (EUVE) fue un observatorio espacial estadounidense dedicado a la observación en la porción ultravioleta del espectro, de 70 a 760 angstrom. Fue lanzado el 7 de junio de 1992 desde Cabo Cañaveral a bordo de un cohete Delta, y reentró en la atmósfera el 30 de enero de 2002. Estaba controlado desde la Universidad de California en Berkeley.
Los objetivos de EUVE eran:
- producir un estudio de alta sensibilidad de todo el cielo en el rango entre 70 y 760 angstrom.
- realizar un estudio profundo de alta sensibilidad de una porción del cielo situado sobre la eclíptica.
- realizar un seguimiento espectroscópico de fuentes brillantes en el ultravioleta extremo.
- estudiar la evolución estelar y la población estelar local.
- estudiar el transporte de energía en las atmósferas estelares.
- estudiar la ionización y opacidad del medio interestelar.

El estudio global del cielo fue completado en enero de 1993.
EUVE, lanzado a una órbita de 528 km de altura y 28,5 grados de inclinación orbital, fue diseñado para poder ser asistido y reparado por el transbordador espacial.

## Instrumentos
El EUVE llevaba tres telescopios ultravioleta de incidencia rasante de 188 kg cada uno y un espectrómetro de 323 kg. Los telescopios realizaron mapas del cielo con una precisión de 0,1 grados de arco. El espectrómetro observaba en la dirección antisolar a lo largo de la eclíptica, realizando un estudio en dos bandas entre 80 y 500 angstroms.

## Especificaciones
- Longitud: 4,5 m
- Diámetro máximo: 3 m
- Masa total: 3275 kg